# FC Daugava Daugavpils
El FC Daugava Daugavpils és un club de futbol letó de la ciutat de Daugavpils.

## Història
Evolució del nom:
- 1944: Fundació del FC Ditton Daugavpils
- 2001: Refundació del FC Ditton Daugavpils
- 2007: Reanomenat FK Daugava Daugavpils

## Jugadors històrics
- Mikalay Ryndzyuk
- Viktors Dobrecovs
- Aleksandrs Isakovs
- Deniss Romanovs
- Artjoms Rudņevs
- Vladimirs Žavoronkovs
- Mihails Ziziļevs
- Joseph Enakarhire
- Stanley Ibe
- Daniel Ola
- Aleksandr Sonin
- Ihor Dudnyk

## Palmarès
- Lliga letona de futbol:[1]
  - 2012
- Copa letona de futbol:[2]
  - 2008
- Supercopa letona de futbol:
  - 2013